# Slobodan Lang
Slobodan Lang (* 8. Oktober 1949 in Zagreb; † 23. Februar 2016 ebenda) war ein jugoslawischer und kroatischer Politiker, Journalist, Publizist und Mediziner.

## Leben
Slobodan Lang war jüdischer Herkunft. Sein Vater Rikard Lang war Ökonom, Jurist und Teilnehmer des Kroatischen Frühlings. Sein Großvater war Präsident der Jüdischen Gemeinde in Zagreb. In seiner Geburtsstadt besuchte Slobodan Lang die Grundschule und das Gymnasium. Er studierte Medizin an der Universität Zagreb, wo er mit einer Arbeit aus dem Bereich der sozialen Medizin diplomiert wurde.
Er war Professor an der Medizinischen Fakultät der Universität Zagreb und war Gastprofessor an der Universität Mostar sowie 1985 bis 1996 Gastprofessor an der Boston University School of Public Health. Lang war Redakteur der medizinischen Fachzeitschrift Croatian Medical Journal und Gründer der Hrvatski časopis za javno zdravstvo (Kroatische Zeitschrift für öffentliche Gesundheit). Er war unter anderem Mitglied des Exekutivrats der Stadt Zagreb, Sekretär des Sekretariats für Gesundheitswesen, Sonderberater des ersten kroatischen Präsidenten Franjo Tuđman, Parlamentarier im Rat der Gemeinden sowie Botschafter im Ministerium für Auswärtige Angelegenheiten.

## Werke
- Dnevnik Libertas : dubrovački zapisi, Zagreb, 1997
- Pružena ruka : hrvatski "Pravednici" : djela dobra u ratu, Zagreb, 2006 (Mitverfasserin: Vesna Ivanović)
- Pravo na dom, Zagreb, 2011 (Mitverfasser: Branko Pek)
- Bijeli put, pobjeda dobra u ratu, Zagreb, 2014 (Mitverfasser: Branko Čulo)
- Saving life : care of civilians after the operation “Storm” = Spasimo život : zbrinjavanje civila nakon operacije „Oluja", Zagreb, 2016 (Mitverfassern Branko Čulo und Bosiljko Domazet)